# Raul Clyde
Raúl Pérez Marqués (Aldaia, 1997), conegut artísticament com a Raul Clyde, és un cantant i compositor valencià de reggaeton.

## Biografia
Tot i que va començar com a dissenyador gràfic d'alguns artistes com Morad o Beny Jr, Raúl Clyde va mostrar interès per la música i el cant des de ben menut, quan escoltava a casa rumba i flamenc. Abans de professionalitzar-se en la música va treballar com a operari a l'Aeroport de Manises, entre d'altres feines.
Musicalment influenciat per músics com Arcángel, Estopa, Cosculluela i Ñengo Flow, Clyde comença a publicar els seus singles a youtube i spotify l'any 2021. El 2022 llança el primer àlbum, Destino 2013, que li va reportar un gran èxit de públic. El tema «Tuenti», un reggaeton nostàlgic, i la posterior versió remix amb la col·laboració del granadí Saiko, marcà un punt d'inflexió en la seua trajectòria. Aquesta cançó es convertí en un èxit viral que acumulà milions d'escoltes (streamings) –superant els 37 milions a Spotify el 2023– i obtingué un Disc de Platí per les seues vendes.
El 2023 llança dos EP: Mean Girls juntament amb C Marí, membre del duet valencià Los Xavales; i 5 noches en el Mediterráneo que combina l'essència mediterrània amb el reggaeton de Puerto Rico i que segons el mateix Raús Clyde suposà un salt a la professionalitat. Aquell estiu va poder actuar a diversos festivals a Espanya i actuà com a teloner de Mora durant la gira espanyola d'aquest cantant porto-riqueny. A finals d'aquell mateix any publicà una ampliació del darrer EP amb el nom Las últimas 3 noches aprofundint en el seu so personal amb temes com «Las travis» i «La Última Noche».
Seguiran a Destino 2013, els EP Destino 2014 (2024) amb col·laboracions d'altres cantants com La Pantera o Soge Culebra, i Destino 2014 (49 Edition) amb nous temes i col·laboracions de llegendes del gènere com Jowell, J Álvarez o Gotay, així com artistes estatals com Yung Beef, Soto Asa i Mushkaa.
La ràpida carrera i innovadora proposta musical l'han fet estar considerat una de les veus emergents de l'escena musical urbana a l'Estat espanyol segons altres figures consolidades del gènere com Myke Towers, Mora, Quevedo, Saiko o Cruz Cafuné. Nogensmenys el segell discogràfic Rimas d'un dels cantants més reconeguts com Bad Bunny el va incorporar al seu llistat com el primer artista espanyol de la discogràfica.
El 2024 també va publicar la cançó «El Poble Salva al Poble», inspirada en la tragèdia provocada per Gota freda del 29 d'octubre de 2024 que va assolar el seu poble i la comarca de l'Horta Sud. Clyde va destinar els fons recaptats a les persones damnificades.
El seu nom artístic “Clyde” prové de la fascinació infantil per la història de Bonnie & Clyde.

## Discografia[8]
Álbums d'estudi: 
- Destino 2013 (2022)
- Destino 2014 (2024)
- Destino 2014 (49 Edition) (2024)

EPs: 
- Mean Girls (amb C Marí, 2023)
- 5 noches en el Mediterráneo (2023)
- Las últimas 3 noches (2023)